# Copa Calama 1980
La Copa Calama 1980 se refiere a la primera edición de la Copa Calama en la nortina ciudad de Calama, realizada el Estadio Municipal de Calama los días 9 y 10 de febrero. El campeón fue el equipo de Cobreloa. 
Contó además con la participación del equipo de Coquimbo Unido y los argentinos Banfield y Chacarita Juniors. 

## Datos de los equipos participantes
| Equipo            | Calidad                                                     |
| ----------------- | ----------------------------------------------------------- |
| Cobreloa          | Anfitrión y subcampeón de la Primera División de Chile 1979 |
| Coquimbo Unido    | Invitado y séptimo de la Primera División de Chile 1979     |
| Chacarita Juniors | Invitado y descendido en 1979 a la Primera B Argentina      |
| Banfield          | Invitado. Compite en la Primera B de Argentina desde 1978   |

### Modalidad
El torneo se jugó en dos fechas en días sucesivos, sábado y domingo, bajo el sistema de eliminación directa. Los resultados de la primera fecha determinan las parejas de equipos que definen los lugares finales. 
El partido que juegan los dos equipos ganadores de la primera fecha dirime al campeón y los equipos perdedores juegan para resolver el tercer y cuarto lugar.  

## Partidos

### Semifinales
| 9 de febrero de 1980 | Cobreloa | 5:2 | Banfield | Estadio Municipal de Calama, Calama |  |

| 9 de febrero de 1980 | Chacarita Juniors | 6:2 | Coquimbo Unido | Estadio Municipal de Calama, Calama |  |

### Tercer lugar
| 10 de febrero de 1980 | Banfield | 2:1 | Coquimbo Unido | Estadio Municipal de Calama, Calama |  |

### Final
| 10 de febrero de 1980 | Cobreloa | 5:1 | Chacarita Juniors | Estadio Municipal de Calama, Calama |  |

## Campeón
| Chile    |
| Cobreloa |